# Elisabeth Reinke
Elisabeth Reinke (* 11. August 1882 in Hemmelsbühren bei Cloppenburg; † 26. März 1981 in Vechta) war eine deutsche Schriftstellerin und Lokalpolitikerin im Oldenburger Münsterland.

## Leben
Elisabeth Reinke war die älteste Tochter des Ökonomierats und Gemeindevorstehers Joseph Anton Meyer (1855–1933) und dessen erster Ehefrau Johanna geb. Leiber (1855–1887), die fünf Jahre nach der Geburt ihrer Tochter starb. Sie besuchte zunächst die Höhere Mädchenschule in Cloppenburg, später dann ein Mädchenpensionat in Nijmegen in den Niederlanden. Wie damals üblich, absolvierte sie anschließend noch eine Tätigkeit als Haustochter, um ihre Ausbildung abzuschließen – allerdings unüblicherweise auf dem Hof ihres Vaters.
Am 20. August 1908 heiratete sie den Rechtsanwalt Alwin Reinke (1877–1949) aus Rechterfeld. Das Paar hatte drei Töchter und einen Sohn, der im Zweiten Weltkrieg fiel. Nach der Heirat zog das Paar zunächst nach Oldenburg. Nach der Einberufung ihres Mannes 1916 zum Militärdienst während des Ersten Weltkriegs kehrte Reinke auf den väterlichen Hof zurück und begann eine schriftstellerische Tätigkeit. Ihre erste bekanntere Veröffentlichung war die Novelle Jungheit, die autobiographische Züge enthielt und im Oldenburger Münsterland spielte, gelang ihr 1920. Nach der Rückkehr ihres Mannes auch dem Krieg 1919 unternahm das Ehepaar Reinke in den 1920er-Jahren umfangreiche Reisen an die spanische Biscaya-Küste. Die hierbei entstandenen Aufzeichnungen sind noch unveröffentlicht.
Eine größere Bedeutung kommt Reinkes Sammlung von Sagen und Märchen aus dem Oldenburger Land zu. Viele dieser Geschichten hat sie aus dem Buch Aberglaube und Sagen aus dem Herzogtum Oldenburg von Ludwig Strackerjan entnommen. Dabei überarbeitete sie verschiedene Stücke, übersetzte sie zum Teil in plattdeutsche Sprache und fügte eigene Dichtungen von sich und ihrem Ehemann hinzu.
Weiterhin war Reinke auch vielfältig in Verbänden aktiv und setzte sich für die Pflege der Plattdeutschen Sprache ein. Insofern muss auch ihr schriftstellerisches Werk mit dem Hintergrund ihres Engagements für ihre Heimatregion Region betrachtet werden. 1919 war sie Mitbegründerin und Vorstandsmitglied des Heimatbundes für das Oldenburger Münsterland. An der Erstellung des Niedersächsischen Wörterbuchs, das ab 1935 in Göttingen aufgelegt wurde, war sie aktiv beteiligt. Weiterhin engagierte sie sich für das Westfälische Archiv für Landes- und Volkstumskunde in Münster und im Oldenburger plattdeutschen Autorenverband Schrieverkrings. Regional bekannt wurde sie durch zahlreiche Beiträge in hoch- und plattdeutscher Sprache für verschiedene Heimatblätter und Regionalzeitungen und schrieb auch einige plattdeutsche Stücke, die das Landleben und das leben in der Kleinstadt thematisieren. Ihr letztes Werk war die dokumentarische Darstellung ihres Familienhofes in Hemmelsbühren zur Lebenszeit ihres Vaters. Das Manuskript stellte sie 1962 fertig.
Zusätzlich zu ihren schriftstellerischen und kulturellen Tätigkeiten war Elisabeth Reinke auch politisch engagiert. Von 1946 bis 1948 war sie als Mitglied der CDU Stadt- und Kreisrätin. 1958 wurde sie mit dem Bundesverdienstkreuz und 1968 mit der Goldenen Anton-Günther-Gedenkmedaille der Oldenburg-Stiftung geehrt.

## Schriften (Auswahl)
- Jungheit. Eine Erzählung aus dem Oldenburger Münsterlande. Vechta. 1920.
- Die Truhe. Die schönsten Sagen und Märchen und Schwänke aus dem Oldenburger Land. Bremen. 1922. 2. Auflage: 1933. 3. Auflage: 1956.
- Pieter Poppe, Typoskript. Vechta. 1925. Verden. 1929.
- Gertrud Middemann. Een Stück van Leewder und Läwen in 3 Türen. Schauspiel. Verden. 1932.
- Rot bunt of Swartbund. Verden. 1933.
- Der 4. Mai 1654. Abzug der Schweden aus Vechta. Freilichtspiel. Vechta. 1933.
- Gedichte. Löningen. 1938.
- Das Spiel von der Heiligen Elisabeth. 1946.
- Sophie Behrens. Verden. 1949.
- Politik up'n Dörpen. Einakter. Verden. 1952.
- De drüdde Deel. Schauspiel. Vechta. Ohne Jahresangabe (1954).
- Liebeshandel. Roman. 1955.
- De Wind dreiht sik. Einakter. Vechta. 1956.
- Dat Ei. Einakter. Vechta. 1957.
- Geschichte des Hofes zu Hem melsbühren. Vechta. 1962. Typoskript.
- Um Agnes Husmann. Eine dörfliche Kriminalgeschichte. Ohne Ortsangabe. Ohne Jahresangabe.